# Andrew L. Stone
Pour les articles homonymes, voir Stone.
Andrew L. Stone est un réalisateur, scénariste, producteur et romancier américain né le 16 juillet 1902 à Oakland en Californie et mort le 9 juin 1999 à Los Angeles en Californie. Il est principalement connu pour ses comédies musicales (Symphonie magique, Magie musicale …) et ses thrillers et films noirs (Témoin de la dernière heure, Meurtre prémédité, Le Piège d'acier, Cri de terreur ou Le Diabolique M. Benton ...).

## Biographie
Né à Oakland en Californie, il fréquente l'université de Californie puis part travailler à Hollywood pour les studios de cinéma. Après plusieurs années à exercer des petits métiers de l'ombre, il finance son diplôme de réalisateur et son premier court-métrage qu'il réalise en 1927. Sa carrière décolle au cours des années 1940. Il signe plusieurs comédies musicales de qualité qui sont salués par la critique, comme Magie musicale, Symphonie magique ou Hi Diddle Diddle.
Il aborde le genre du film noir et policier en 1950 avec le long-métrage Témoin de la dernière heure dont l'histoire se base sur les méfaits du Tri-State Gang (en), une bande de malfaiteurs américains auteur de plusieurs braquages et vols au cours des années 1930. Il développe et affine son art dans ses films suivants, notamment dans Meurtre prémédité, Le Piège d'acier, Cri de terreur ou Le Diabolique M. Benton, pour lequel il est nommé à l'Oscar du meilleur scénario original en 1957. Son œuvre est alors proche du thriller policier et psychologique.
Il s'essaie au film catastrophe avec Panique à bord en 1960 puis tourne quelques films dans la lignée des films d'aventures d'alors. Il filme notamment la Seconde Guerre mondiale dans Mot de passe : courage, le récit de la tentative d'évasion d'un soldat britannique prisonnier d'un camp en Pologne. Il revient à ses premiers amours au début des années 1970 avec la réalisation de deux comédies musicales nommées Song of Norway (inspiré de l'opérette Song of Norway (en)) et Toute la ville danse. Ce sont toutes les deux des échecs commerciaux et critiques qui l'incitent à mettre fin à sa carrière.
Stone a, au cours de sa carrière, collaboré à de nombreuses reprises avec sa femme Virginia L. Stone (en). Reconnu par la profession pour sa riche carrière, il possède son étoile sur la fameuse promenade des célébrités à Hollywood. D'une manière plus anecdotique, il a publié comme romancier de nombreuses novélisations de ces films, dont trois ont fait l'objet d'une traduction en langue française au sein de la collection Un mystère et Série noire à la fin des années 1950.
Il meurt en 1999 à Los Angeles.

## Filmographie

### Comme réalisateur
- 1927 : The Elegy (court-métrage)
- 1927 : Fantasy (court-métrage)
- 1928 : Liebensraum
- 1928 : Adoration (court-métrage)
- 1930 : Sombras de gloria
- 1932 : Hell's Headquarters
- 1937 : The Girl Said No
- 1938 : Paradis volé (Stolen Heaven)
- 1938 : Say It in French
- 1939 : The Great Victor Herbert
- 1941 : Magie musicale (There's Magic in Music)
- 1943 : Symphonie magique (Stormy Weather)
- 1943 : Hi Diddle Diddle
- 1944 : Sensations of 1945
- 1945 : Bedside Manner
- 1946 : The Bachelor's Daughters
- 1947 : Fun on a Weekend
- 1950 : Témoin de la dernière heure (Highway 301)
- 1952 : Confidence Girl
- 1952 : Le Piège d'acier (The Steel Trap)
- 1953 : Meurtre prémédité (A Blueprint for Murder)
- 1955 : Nuit de terreur (The Night Holds Terror)
- 1956 : Le Diabolique M. Benton (Julie)
- 1958 : Cri de terreur (Cry Terror!)
- 1958 : Terreur en mer (The Decks Ran Red)
- 1960 : Panique à bord (The Last Voyage)
- 1961 : Le Cercle de feu (Ring of Fire)
- 1962 : Mot de passe : courage (The Password Is Courage)
- 1964 : Never Put It in Writing
- 1965 : The Secret of My Success
- 1970 : Song of Norway
- 1972 : Toute la ville danse (The Great Waltz)

### Comme scénariste
- 1927 : The Elegy (court-métrage)
- 1928 : Adoration (court-métrage)
- 1938 : Paradis volé (Stolen Heaven)
- 1941 : Magie musicale (There's Magic in Music)
- 1944 : Sensations of 1945
- 1946 : The Bachelor's Daughters
- 1947 : Fun on a Weekend
- 1950 : Témoin de la dernière heure (Highway 301)
- 1952 : Confidence Girl
- 1952 : Le Piège d'acier (The Steel Trap)
- 1953 : Meurtre prémédité (A Blueprint for Murder)
- 1955 : Nuit de terreur (The Night Holds Terror)
- 1956 : Le Diabolique M. Benton (Julie)
- 1958 : Cri de terreur (Cry Terror!)
- 1958 : Terreur en mer (The Decks Ran Red)
- 1960 : Panique à bord (The Last Voyage)
- 1961 : Le Cercle de feu (Ring of Fire)
- 1962 : Mot de passe : courage (The Password Is Courage)
- 1964 : Never Put It in Writing
- 1965 : The Secret of My Success
- 1970 : Song of Norway
- 1972 : Toute la ville danse (The Great Waltz)

### Comme producteur
- 1937 : The Girl Said No
- 1938 : Say It in French
- 1939 : The Great Victor Herbert
- 1941 : Magie musicale (There's Magic in Music)
- 1943 : Hi Diddle Diddle
- 1944 : Sensations of 1945
- 1945 : Bedside Manner
- 1946 : The Bachelor's Daughters
- 1947 : Fun on a Weekend
- 1952 : Confidence Girl
- 1955 : Nuit de terreur (The Night Holds Terror)
- 1958 : Cri de terreur (Cry Terror!)
- 1958 : Terreur en mer (The Decks Ran Red)
- 1960 : Panique à bord (The Last Voyage)
- 1962 : Mot de passe : courage (The Password Is Courage)
- 1964 : Never Put It in Writing
- 1965 : The Secret of My Success
- 1970 : Song of Norway
- 1972 : Toute la ville danse (The Great Waltz)

## Œuvre littéraire

### Romans
- Julie (1957) Publié en français sous le titre Enterrement de 1re classe, Paris, Presses de la Cité, Un mystère no 343, 1957
- Cry Terror (1958) Publié en français sous le titre Panique au sol, Paris, Presses de la Cité, Un mystère no 435, 1958
- The Decks Ran Red (1958) Publié en français sous le titre Droit de rescousse, Paris Gallimard, Série noire no 525, 1959

### Scénarios parus en volume
- The Third Rail (1957), première version du scénario de Cry Terror!
- Infamy (1958)
- The Last Voyage (1959)
- Ring of Fire (1960)
- The Password is Courage (1961)
- Never Put it in Writing (1963)
- The Secret of My Success (1964)
- Song of Norway (1970)

## Honneurs
- Nommé à l'Oscar du meilleur scénario original 1957 pour Le Diabolique M. Benton (Julie).
- Une étoile sur le Walk of Fame à Hollywood.